# 凌濤
凌濤（1989年10月22日—），中華民國政治人物，中國國民黨籍，生於雲林縣臺西鄉，現任桃園市議會議員、國民黨智庫國家政策研究基金會副執行長。曾任第七屆國民黨青年團總團長兼指定中央常務委員、國民黨文化傳播委員會主任委員、朱立倫辦公室發言人、國民黨2024總統及立委競選平台發言人。

## 生平
凌濤出生於雲林縣臺西鄉，畢業於國立臺中第一高級中學後，就讀國立政治大學政治學系，2011年取得學士學位；2013年取得國立交通大學經營管理研究所碩士學位。
2011年8月進入中國國民黨台灣加油讚黨務工作；2012年9月，當選第七屆國民黨青年團總團長兼任中央常務委員。
2014年退伍後加入新北市市長朱立倫競選團隊，擔任活動組組長，其後任職新北市政府民政局機要秘書。而後考取國民黨中山獎學金政治組，赴康奈尔大学攻讀碩士，2018年取得學位；2019年返台後，擔任朱立倫辦公室發言人。
凌濤擔任發言人期間，屢次針對時任行政院院長蘇貞昌發言駁斥，對戰林飛帆、陳柏惟等綠營人士，報導指其為朱立倫、侯友宜等前後任新北市市長栽培新人對象，可能投入2022年雙北市議員選舉。2021年9月舉行的國民黨第十一屆黨主席選舉中，為朱立倫陣營負責媒體文宣規劃。
2021年10月，出任國民黨文化傳播委員會主任委員。
2022年3月24日，宣布辭去文傳會主委，投入桃園市第一選舉區議員選舉，當選。

## 爭議事件

### 被陳吉仲控告誹謗
凌濤、張斯綱及楊智伃於2022年9月29日召開「陳吉仲抄襲慣犯、騙錢達人，從研究人員抄到計畫主持人」記者會，質疑陳吉仲是抄襲慣犯。對此，陳吉仲控告凌濤等三人誹謗。2024年1月，台北地院一審認為凌濤等三人未盡查證義務，判處凌濤拘役55日，可易科罰金。2024年10月，臺灣高等法院認為該案屬可受公評事項，改判無罪。

### 訪美爭議
據《鏡週刊》報導，2024年7月凌濤參加代表團訪問美國時，以行程偏心執政黨以及購物時間不足等理由，大罵外交官；還有要求外交官陪喝酒。凌濤則否認報導內容，認為自己是在抗議。

### 被控碩士論文涉嫌抄襲
2024年10月，學者陳時奮指控凌濤的交通大學企管碩士論文涉嫌抄襲。凌濤回應：已經過學論會檢驗，毫無問題。對此，陽明交通大學發聲明表示：凌濤的碩士論文未適當引註，有違反學術倫理的情形，已完成修改並抽換。

### 被控性騷擾
2025年3月，根據《鏡週刊》報導，當事人F指控，凌濤在2017、2018、2021年間多次透過通訊軟體傳送私密照性騷擾。當事人W指控凌濤酒後摸他胸部附近；此外，W和政媒圈朋友聊天時，對方告訴W，自己也曾被酒後的凌濤碰觸私密部位。
針對報導內容及性騷擾指控，凌濤表示：都是民進黨捏造的，並且要求匿名爆料人現身，揚言要蒐證提告。《鏡週刊》則回應：相關報導都在記者查證後確信為真實才刊出，匿名是要保護當事人，凌濤的言論是用公眾人物的話語權在恐嚇當事人、規避媒體監督、模糊焦點。

## 選舉紀錄
| 年度 | 選舉屆數             | 選舉區           | 所屬政黨   | 得票數 | 得票率 | 當選標記 | 備註   |
| ---- | -------------------- | ---------------- | ---------- | ------ | ------ | -------- | ------ |
| 2022 | 第三屆桃園市議員選舉 | 桃園市第一選舉區 | 中國國民黨 | 21,987 | 10.63% |          | [ 19 ] |

## 外部連結
- 凌濤的Facebook專頁